# VI WO Sian
WO-6/Grupa Sian – okręg wojskowy (WO) UPA nr 6, wchodzący w skład Grupy Operacyjnej UPA-Zachód, na Zakerzoński Kraj.

## Historia Okręgu Sian
Okręg został utworzony 26 stycznia 1944, jako jeden z sześciu. Dowódcą został początkowo Jakiw Czornij „Udarnyk”, a następnie major Myrosław Onyszkewycz „Orest”. Podlegał on dowódcy zgrupowania UPA-Zachód – Wasylowi Sydorowi ps. „Szełest”, oraz prowidnykowi OUN na Polskę – Jarosławowi Staruchowi ps. „Stiah”.
W początkowym okresie istnienia okręgu nie funkcjonowały tutaj większe oddziały UPA, schroniły się przed przejściem frontu w ukraińskich Karpatach. Działały tu tylko oddziały SKW oraz bojówki ukraińskiej SB (Służba Bezpeky).
Po przejściu frontu, we wrześniu 1944 doszły z terenu Karpat ukraińskich sotnie „Chomy” (NN) i „Czornoho” (NN). Siły okręgu wzmocniło również zrzucenie przez Niemców w październiku 1944 grupy 7 ukraińskich spadochroniarzy.
28 października 1944 oddziały okręgu stoczyły ciężką bitwę z wojskami NKWD koło Leszczawy Górnej. Wprawdzie bitwa została wygrana, jednak UPA poniosły ciężkie straty.
W sierpniu 1945 istniało na terenie okręgu tylko 4–5 sotni:
- w Bieszczadach – Sotnia „Bira” (Wasyl Szyszkanyneć)
- w powiatach Lubaczów, Jarosław i Tomaszów Lubelski – 2 sotnie „Zalizniaka” (Iwan Szpontak)
- na Lubelszczyźnie – sotnia „Wowki”
- na Pogórzu Przemyskim sotnie „Hromenki” i „Burłaki” rozformowano, wcielając je do SKW

We wrześniu 1945 rozpoczęto przymusową akcję przesiedleńczą ludności na mocy polsko-sowieckiego porozumienia o wymianie ludności. Do Polski ludności polskiej, ukraińskiej do USRR. Zmusiło to dowództwo okręgu UPA do oporu. Ogłoszono mobilizację i utworzono cztery nowe kurenie:
- kureń „Rena” (Wasyl Mizerny)
- kureń „Bajdy” (Petro Mykołenko)
- kureń „Zalizniaka” (Iwan Szpontak)
- kureń „Berkuta” (Wołodymyr Soroczak)

## Odcinki taktyczne
Odcinek taktyczny był najmniejszą jednostką terytorialnego podziału UPA. W skład dowództwa odcinka wchodzili: dowódca, zastępca dowódcy, oficer szkoleniowy, obsługa kancelarii, łącznicy, ochrona.
Odcinki dysponowały własnymi siłami zbrojnymi(kurenie i samodzielne sotnie), Służbą Bezpieczeństwa i SKW.
Okręg dzielił się na trzy odcinki taktyczne (Taktycznyj Widtinok):
- Odcinek Taktyczny „Łemko”
  - 1 kureń UPA „Udarnyky”
    - sotnia Wasyla Szyszkanynecia „Bir”
    - sotnia Stepana Stebelskiego „Chrin”
    - sotnia „Didyka”

  - 2 kureń UPA „Udarnyky”
    - sotnia Wołodymyra Szczyhelskiego „Burłaka”
    - sotnia Mychajła Dudy „Hromenko”
    - sotnia Hrihorija Jankowskiego „Łastiwka”
    - sotnia Mychajła Kuczery „Jar”
- Odcinek Taktyczny „Bastion” – dowódca Iwan Szpontak (ps. Zalizniak, Szum, Ostap, Dubrownyk)
  - Kureń UPA „Mesnyky” – jednocześnie dowódcy TW
    - sotnia Iwana Szymańskiego „Szum”
    - sotnia Hrihorija Łewko „Kruk”
    - sotnia „Pidkowy”, a po jego śmierci Mykoły Tarabana „Tucza”
    - sotnia „Bałaja”, a po jego śmierci Hryhorija Mazura „Kałynowicz”
- Odcinek Taktyczny „Danyliw”
  - Kureń UPA „Wowky" (dow. Marijan Łukaszewycz „Jahoda”)
    - sotnia Jehwena Janczuka
    - sotnia „Łysa”
    - sotnia „Krapka”